# Vật liệu nguy hiểm
Vật liệu nguy hại (tiếng Anh: dangerous goods, hazardous material) là vật liệu gây nguy hiểm đến con người và môi trường nếu bảo quản và sử dụng không đúng cách. Vật liệu nguy hiểm có thể xuất hiện ở khắp mọi nơi. Vật liệu nguy hại  bao gồm chất nguy hại, rác thải, chất thải hàng hải, vật liệu nhiệt độ cao và một số chất hoá học có khả năng tự phản ứng với các chất phổ biến trên trên đất như oxi, nước...

## Ví dụ
Vật liệu nguy hại bao gồm:
- Thuốc nổ
- Chất dễ cháy – Những nơi sản xuất, lưu trữ chất dễ cháy
- Chất dễ nổ – Những nơi sản xuất, lưu trữ chất nổ
- Chất độc/Hóa chất độc – Những nơi sản xuất, lưu trữ chất độc/hóa chất độc
- Các chất phóng xạ.
- Vật liệu có tính chất nguy hiểm